# Зарубіжна література в школі
«Зарубіжна література в школі» — український науково-методичний журнал для вчителів зарубіжної літератури. 

## Історія та зміст
Заснований у червні 2005 року в Харкові видавничою групою «Основа» за сприяння МОН України та Харківського педагогічного університету. Видання припинено в 2020 році.
Виходив двічі на місяць, матеріали публікував українською і російською мовами. Тираж — 3170 примірників. 
Рубрики: «Застосовуємо новітні технології», «Методичний Сезам», «Пропоную так…», «Літературна вітальня», «Досвід», «Пізнаємо, граючись», «Власний почерк», «Авторська школа». 
Головний редактор — Голяковська В. (з 2009 року).